# Petar Karl Fabergé
Petar Karl Fabergé, znan i kao Karl Gustavovič Fabergé (Sankt-Peterburg, 30. svibnja 1846. – Lausanne, 24. rujna 1920.) je bio poznati ruski draguljar, najpoznatiji kao autor uskrsnih Fabergéovih jaja, napravljenih po uzoru na uskrsna jaja, koja je izrađivao od plemenitih metala,emajla i dragog kamenja.
Rođen je u Sankt-Peterburgu u obitelji draguljara Gustava Fabergéa i njegove supruge, Dankinje, Charlotte Jungshtedt. Njegova obitelj bila je hugenotska koja je u Njemačku iz Francuske pobjegla u XVII. stoljeću nakon opoziva edikta iz Nantesa. Fabergéovi preci su se tako prvo naselili u Berlin a 1800. u baltičku provinciju Livoniju, koja je tada bila već u ruskim rukama.
Nakon školovanja u Petrogradu, Gustav je kalio zanat po Europi (u Dresdenu), a školovao se i u Francuskoj i Engleskoj. Dobio je i titulu obrtnika. Obrazovanje po Europi završio je 1872., kada se je s 26 godina vratio u rodni Sankt-Peterburg i oženio s Augustom Julijom Jacobs. Narednih 10 godina mentor mu je bio očev radnik u zanatu Hiskias Pendin. Njihova kompanija je radila i na restauraciji Ermitaža.
Faberže je s renomeom carevog draguljara postao poznat i preko granica. Zastupništva je imao u Kijevu, Odesi, Londonu, Moskvi i Sankt-Peterburgu.
Nakon Oktobarske revolucije, boljševici su preuzeli njihovu firmu, a obitelj je izbjegla na zapad (Njemačku i kasnije Švicarsku).

## Vanjske poveznice
- Faberge biografija  Arhivirana inačica izvorne stranice od 6. listopada 2009. (Wayback Machine)
- Empire of Eggs, Svetlana Graudt, Moscow Times, November 18, 2005
- Wartski London Historic Fabergé specialists
- A La Vieille Russie. New York. American Fabergé Specialists
- The House of Fabergé  Arhivirana inačica izvorne stranice od 11. prosinca 2013. (Wayback Machine)
- Trenutačni postav Fabergéovog muzeja  Arhivirana inačica izvorne stranice od 3. veljače 2014. (Wayback Machine)
- Fotografije privatne kolekcije  Arhivirana inačica izvorne stranice od 2. veljače 2011. (Wayback Machine)
- Pallinghurst Resources LLP  Arhivirana inačica izvorne stranice od 18. ožujka 2009. (Wayback Machine)
- Objects of Fantasy - The World of Peter Carl Faberge  Arhivirana inačica izvorne stranice od 21. veljače 2009. (Wayback Machine) Melissa Jellema. St. Xavier University. Chicago, IL. May 3, 2008